# Frankenstein & the Werewolf Reborn
Frankenstein & the Werewolf Reborn è un film horror del 2005 diretto da Jeff Burr. È diviso in due episodi, che parlano rispettivamente del mostro di Frankenstein e del lupo mannaro.